# Hălmăgel
Hălmăgel é uma comuna romena localizada no distrito de Arad, na região histórica da Transilvânia. A comuna possui uma área de 76.83 km² e sua população era de 1443 habitantes segundo o censo de 2007.